# عندق أحمر الظهر
عندق أحمر الظهر  (الاسم العلمي: Nemipterus nemurus) (بالإنجليزية: Redspine threadfin bream)‏ هو نوع من الأسماك يتبع جنس العندق من فصيلة العندقات.